# Sylvie Hounzangbé
Sylvie Hounzangbé-Adoté, de son nom complet Sylvie Éliane Ghislaine Hounzangbé, est une universitaire béninoise. Elle est enseignante-chercheuse à la faculté des sciences agronomiques où elle enseigne l'anatomie et la physiologie animale.
Elle entre dans l'histoire en devenant la première femme recteur d'université au Bénin. Elle est la présidente des femmes scientifiques du Bénin.

## Biographie

### Enfance et formations
Sylvie Eliane Ghislaine Hounzangbé Adoté est titulaire d'un baccalauréat série D, obtenu en 1980. Elle fait ses études supérieures au Togo, en Côte d’Ivoire et au Bénin, d'où elle sort avec une licence de sciences naturelles, une maîtrise de biologie animale et un diplôme d’études approfondies en écologie tropicale. Elle est également titulaire d'un doctorat unique en biologie parasitologie des ovins ethno pharmacologie en 2004 à la faculté des sciences techniques de l’université d'Abomey-Calavi et d’un doctorat de troisième cycle,.

### Carrière
Avant d'enseigner dans le supérieur au Bénin, Sylvie Eliane Ghislaine Hounzangbé Adoté entame sa carrière en 1984 en enseignant la biologie, l’écologie et la géologie en Côte d’Ivoire. À partir de 2011, elle dirige la direction nationale de la recherche scientifique et technologique (DNRST) au ministère d'État chargé de l’Enseignement supérieur et de la recherche scientifique. Elle publie des rapports scientifiques,.
Par décret présidentiel n°2015-312 du 03 juin 2015, elle est portée à la tête de l'université de Lokossa du Bénin,,. Elle est également la présidente des femmes scientifiques du Bénin,.

## Décorations
En septembre 2014, elle est faite chevalier de l'ordre du Mérite du Bénin.

## Publications
Sylvie Eliane Ghislaine Hounzangbé Adoté est auteure de plusieurs essais, notamment : 
- 2011 : Biodiversité dans les zones d’élevage des petits ruminants mammifères domestiques, in Atlas de la Biodiversité de l’Afrique de l’Ouest (pp.506 – 518), édition 1, chapitre: 7.22, Hardcover (avec Erick  Azando et Awohouedji Doha Yetongnon G.)[2]
- 2002 : La pharmacopée en médecine vétérinaire au sud du Bénin (cas des ovins et caprins), in Jacques Fleurentin, Jean-Marie Pelt, Guy Mazars (dir.), Des sources du savoir aux médicaments du futur, IRD Éditions[11]
- 2014 : Et al, Influence of two substrates on the performances of Archachatina marginata’s adults and juvenile in Benin[12]
- 2013 : Et al., Plantes médicinales présentes dans le pâturage naturel[13]
- 2012 : Et al., Effet comparé des graines de papaye et des anthelminthiques vétérinaires sur certains parasites gastro-intestinaux des aulacodes (Thryonomys swinderianus Temmink, 1827) d’élevage : cas des aulacodicultures du Sud-Bénin, Dakar Medical 57(2):132-141[14]
- La médecine ethnovétérinaire à la croisée de la recherche scientifique : synthèse des connaissances et perspectives [15]